# Stohler
Stohler ist der Familienname einer aus der Schweizer Landschaft Basel stammenden Familie.

## Herkunft und Verbreitung
Der Name ist eine Berufsbezeichnung. Staler bedeutet ursprünglich Stahlschmied oder -bearbeiter. Aus Staler wurde dann Stoler (zuerst ohne h), dann Stohler mit h. Der erste bekannte Vertreter ist Hans Staler von Bubendorf, der 1387 urkundlich bezeugt ist. Der erste in den Kirchenbüchern verzeichnete Stohler ist Penteli (Pantaleon) Stohler, 1510 in Bubendorf BL. Sein Nachkomme Balthasar Stohler zog 1686 nach Ziefen und begründete den dortigen Stamm. Werni (Wernhardt) Stohler, geb. 1705, zog nach Binningen BL und begründete den Stamm Binningen. Dieser behielt das Bürgerrecht von Ziefen. Jakob Stohler, geb. 1864, zog nach Basel und begründete den Stamm Basel. Sein Sohn Karl Stohler, geb. 1888, erwarb das Bürgerrecht von Basel. Dadurch wurden die Nachfahren ebenfalls Bürger von Basel. Im Weiteren breitete sich die Familie unter anderem in Arboldswil aus, im 18. Jahrhundert auch in die USA.

## Stamm Pratteln
In Pratteln BL ist die Familie Stohler seit 1533 urkundlich erwähnt und dort heimatberechtigt. 1837 wanderten viele Schweizer, darunter auch die Familie Stohler nach Bessarabien aus. Die meisten wohnten im Ort Schabo, am nordwestlichen Ufer des Schwarzen Meeres, in der Nähe der heutigen Stadt Odessa. Die Familien Stohler aus Schabo kehrten 1945 in ihre alte Heimat, die Schweiz, zurück.

## Namensträger
- Hans Stohler (1884–1963), Schweizer Lehrer, Mathematiker und Heimatkundler
- Heather Stohler (später Heather Arrick; 1979–2008), US-amerikanisches Model
- Jacques Stohler (1930–1969), Schweizer Ökonom
- Jörg Stohler (* 1949), Schweizer Fußballspieler
- Karl Stohler (1877–1932), Schweizer Politiker
- Martin Stohler (Politiker, 1857) (1857–1910), Schweizer Geometer und Politiker
- Martin Stohler (Politiker, 1883) (1883–1972), Schweizer Lehrer, Rektor und Politiker
- Martin Stohler (Politiker, 1914) (1914–1966), Schweizer Jurist und Politiker
- Myrta Stohler (* 1950), Schweizer Politikerin
- Peter Stohler (* 1967), Schweizer Kunsthistoriker, Kulturmanager und Publizist